# 스카이락 (기업)

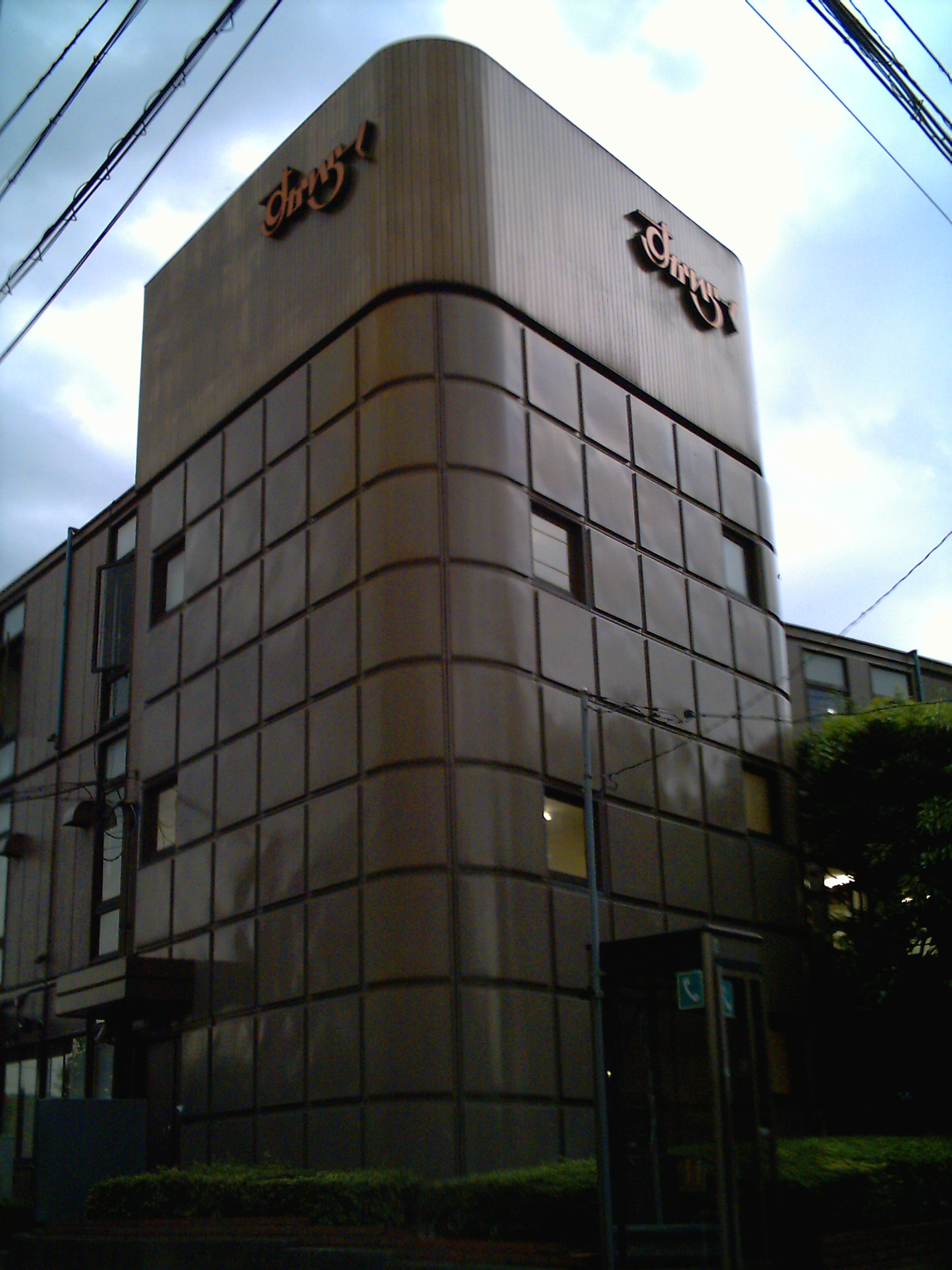
스카이락 본사

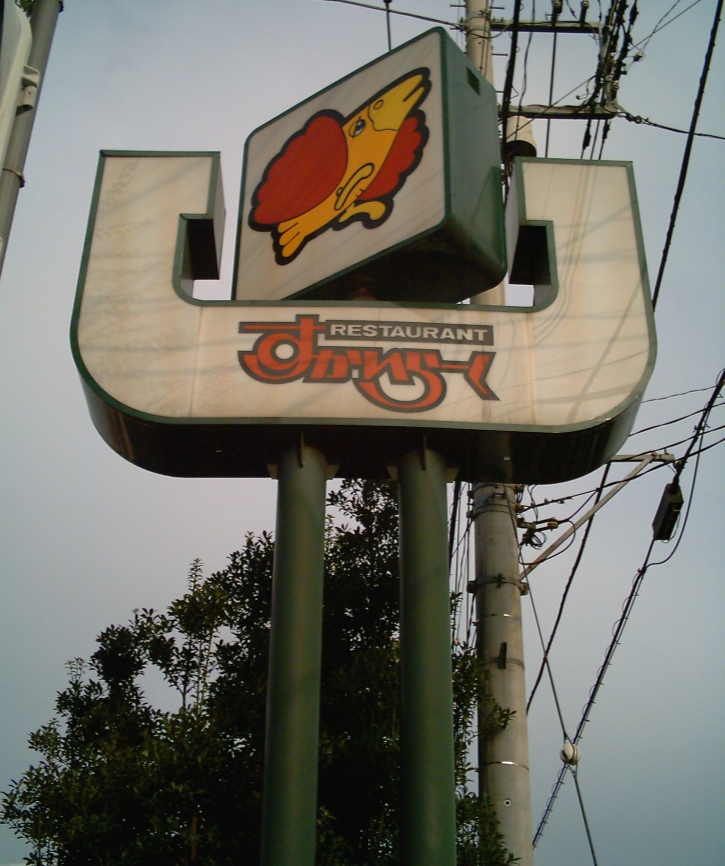
스카이락 사인

주식회사 스카이락(SKYLARK CO., LTD., すかいらーく 스카이라쿠[*])은 일본의 패밀리 레스토랑 체인 기업이다.
1962년 도쿄도 안의 식품 슈퍼 체인으로 시작했다. 1970년 후추시에 스카이락 1호점을 낸 것을 시작으로, 교외형 패밀리 레스토랑 사업을 했다. 그 뒤로 패밀리 레스토랑, 카페 등의 사업 확장을 하여, 2007년 7월 기준으로 4543개의 점포를 운영하고 있다.
대한민국은 1994년 제일제당(현 CJ푸드빌)과의 제휴로 스카이락 영업을 시작했으나, 1998년 말에 철수했다.